# Aptesis pulchripes
Aptesis pulchripes är en stekelart som först beskrevs av Cameron 1903.  Aptesis pulchripes ingår i släktet Aptesis och familjen brokparasitsteklar. Inga underarter finns listade.